# Arecibo
Arecibo es un municipio del Estado Libre Asociado de Puerto Rico. Está dividido en 78 municipios y Arecibo Pueblo que es el centro administrativo del municipio.
Arecibo también es conocida como la «Villa Del Capitán Correa» por el héroe puertorriqueño Antonio de los Reyes Correa quien, como miembro de la Armada, defendió Arecibo de un ataque británico el 5 de agosto de 1702. Arecibo se encuentra en la costa norte de la isla a unos 80 km al oeste de San Juan. En las proximidades de Arecibo se encuentra el observatorio astronómico que poseía el más grande radiotelescopio del mundo. Limita al norte con el océano Atlántico, al sur con el Municipio de Utuado, al este con Barceloneta y Florida (Puerto Rico), al sureste con Ciales y al oeste con Hatillo.

## Etimología
En la orilla del río que los indígenas llamaban Abacoa, existía un asentamiento indígena gobernado por un Cacique llamado Arasibo.

## Historia

### Colonización castellana
En el 1515, licenciado Sancho Velázquez, que había llegado a la isla designado juez de residencia por el Secretario del Rey a cargo de los asuntos de las Indias, Lope de Conchillo, le entregó en encomienda al cacique Arasibo y a los 200 indios y naborias. En realidad se los entregó a sí mismo, puesto que él administraba los bienes de Conchillos. Al parecer, los alquiló para que realizaran obras públicas. Muchos de los indios murieron en muy poco tiempo por lo cual la ribera del Abacoa quedó despoblada. A mediados de ese mismo siglo, cerca de la desembocadura del río, se radicaron varios vecinos que se dedicaron a la pesca de tortugas y a la cría de ganado. Fundado en 1556, fue el tercer asentamiento español en la isla, aunque fue fundado oficialmente como ciudad por la Corona en 1616.
La memoria de Malgarejo (1582) dice que en ese lugar moraban unos diez vecinos, gente pobre a la cual robaban los corsarios franceses. La población siguió creciendo a buen paso, tanto que en 1616 ya contaba con 80 vecinos. El 1 de mayo de ese año, el gobernador Felipe de Beaumont y Navarra le otorgó el título de pueblo, y se edificó la parroquia San Felipe de Arecibo. El Capitán Melgarejo le envió al Rey Felipe II una descripción de la Isla de San Juan (San Juan era el Nombre de la Isla y Puerto Rico era como se conocía la Capital para esa época) aparece lo siguiente:

... Más al poniente, como a cinco leguas de la boca de este río, sale otro río muy caudaloso, que se dice Arecibo, que en lengua de indios se dice «Abacoa». En la boca están congregados ciertos vecinos como hasta diez, probe, tienen un tyniente puesto por el gobernador desta isla...

Salvador Brau hace la siguiente descripción: «Allá para los años 1533 al 1556 comenzó a acrecentarse la vencindad en las márgenes bajas de Río Abacoa, oséase la Ribera del Arecibo, donde la granjería de vacas y cerdos se auxiliaban con la pesquería de tortugas». 
Para el 1616, cuando era gobernador de la isla el Capitán don Felipe de Beaumont y Navarra, la aldea de la Ribera del Arecibo, y cuando contaba con 80 familias y vecinos, fue elevada oficialmente a la categoría de Pueblo, y se le dio el nombre de San Felipe Apóstol. 

#### SiglosXVIIyXVIII
En el 1702, España estaba en guerra con Inglaterra. El 5 de agosto de ese año, frente a la población, dos naves inglesas echaron al agua dos naves de desembarco que conducían unos cuarenta hombres con el propósito de tomar la población, entonces solo protegida por unos 30 milicianos a caballo. El teniente de guerra y jefe de las milicias Antonio de los Reyes Correa convocó sus fuerzas e hizo una emboscada a los ingleses que habían desembarcado, los atacó y rechazó, persiguiéndolos hasta dentro del mar. En el combate murieron veintidós ingleses; les ocuparon una lancha y numerosas armas. Los defensores solo sufrieron un muerto y tres heridos. El valeroso De los Reyes Correa fue condecorado con la medalla de la Real Efigie y ascendido a capitán de infantería. Desde entonces a Arecibo se le llama la Villa del Capitán Correa.
El 14 de enero de 1778, por Real cédula, se concedió a esta población el título de Villa, aunque no fue hasta el 1802 que no se integró como tal. Dentro del territorio de la Villa de San Felipe Apóstol (Arecibo) estaban los partidos de Manaty (Manatí), Utuao (Utuado) y la Tuna. La Tuna se subdividió más tarde para formar los municipios de Camuy, Quebradillas y San Antonio (Isabela). El actual municipio de Hatillo continuaba formando parte del municipio de Arecibo. Los actuales municipios de Barceloneta y Florida eran de la región que comprendía el municipio de Manatí. Para el 1850, a Arecibo, por Decreto Real, se le otorga el título de Muy Leal.
El 19 de junio de 1831 se formaron 7 departamentos en Puerto Rico con lo cual Arecibo pasó a ser cabecera del segundo departamento constituido por la Villa de Arecibo, Manatí, Ciales, Adjuntas, Barros (Orocovis), Utuado, Camuy, Hatillo y Quebradillas. Para esta fecha, Hatillo ya era un municipio independiente, sin embargo los actuales municipios de Barceloneta y Florida eran de la región municipal de Manatí. Jayuya pertenacía a la región municipal de Utuado.
Según don Pedro Tomás de Córdoba, Arecibo estaba compuesto, para esa fecha, por los barrios Pueblo, Hato Grande o Camuy, Cuatro Calles (Tanamá), Hato Viejo, Fáctor, Santana, Alza-Rabo (Cambalache), Burrada (Islote), pero antes de esta fecha para el 1804, Arecibo, estaba constituidos por estos barrios además de Domingo Ruiz, Miraflores y Jagual. Estos últimos tres habían desaparecido para el 1831. Más tarde el barrio Hato Grande o Camuy se subdividió para formar los barrios Hato Arriba, Hato Abajo y el municipio de Hatillo. 
Ubeda y Delgado, en su libro titulado Historia de Puerto Rico, dice que para el 1878 el municipio se había subdividido en los barrios Arecibo Pueblo, Tanamá, Hato Viejo, Río Arriba, Arenalejos, Santana, Fáctor, Cambalache, Hato Abajo y Hato Arriba, reapareciendo los barrios Domingo Ruiz y Santana y añadiéndose los barrios de Sabana Hoyos, Carreras, Dominguito y Garrochales. Después de unos años aparece el barrio Esperanza de parte del barrio de Dominguito.
En 1891, se inaugura la línea férrea San Juan a Arecibo del Ferrocarril de Circunvalación de Puerto Rico operada por la Compañía de los Ferrocarriles de Puerto Rico (CFPR). La parada de Arecibo llegó a conocerse por su café y la especialidad local era la empanadilla de cetí.

### Distrito de Arecibo
En las elecciones generales de 1884 fue elegido diputado del Congreso de los Diputados de España por este Distrito  Manuel Alcalá del Olmo.
Reelegido por esta misma circunscripción en Elecciones generales de España de 1884, obteniendo 81 votos de 128 votantes en un censo electoral de 379 electores.
Alcalá del Olmo formaba parte del Partido Español sin Condiciones.

### Etapa estadounidense
En el 1899, según puede apreciarse por el censo poblacional tomado para ese año, la organización política de Arecibo era prácticamente la misma que para 1878 con la adición del barrio Arrozal, y continuó hasta el 1937 y los barrios rurales de Tanamá, Miramar y San Luis fueron formados para ser parte de Arecibo Pueblo.
En el 1948, la zona urbana del municipio de Arecibo, Arecibo Pueblo, fue ampliado añadiéndosele los barrios urbanos de Jareales, que fue formado de partes del Barrio Rural de Cambalache y El Vigía que fue formado de partes del Barrio Rural de Islote. En esta fecha, Arecibo quedó compuesto como sigue: Arecibo Pueblo, hoy Ciudad de Arecibo (zona urbana) la compone los barrios urbanos La Monserrate, San Felipe, De la Cruz, Del Rosario (creados antes del 1778); Miramar, San Luis (añadidos en el 1937) Jariales, El Vigía (añadidos en el 1948) y tal parece que el sector o barrio urbano Tanamá o Cuatro Calles pasó a llamarse Buenos Aires.

## Barrios oficiales

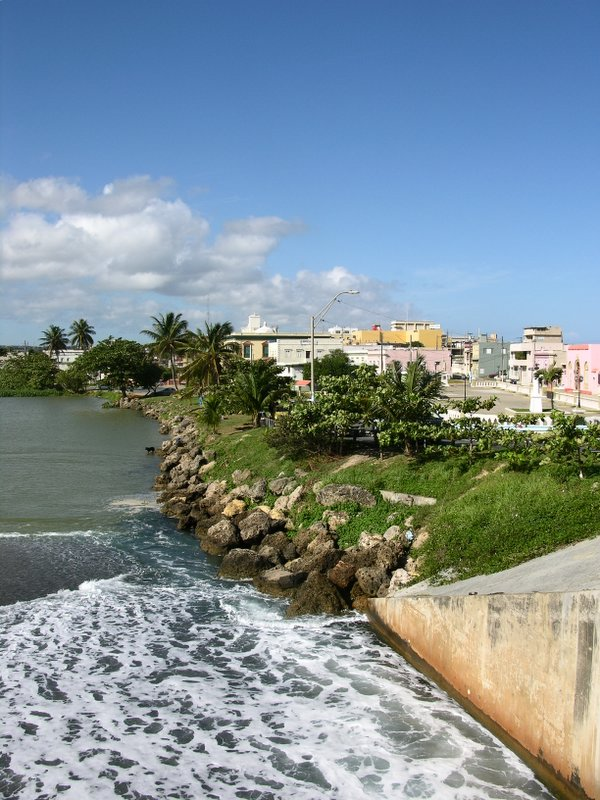
Vista del casco de Arecibo desde la desembocadura del Río Grande de Arecibo.

- Arecibo Pueblo
- Arenalejos
- Arrozal
- Cambalache
- Carreras
- Domingo Ruiz
- Dominguito
- Esperanza
- Factor
- Garrochales
- Hato Abajo
- Hato Arriba
- Hato Viejo
- Islote
- Miraflores
- Río Arriba
- Sabana Hoyos
- Santana
- Tanamá

## Comunidades urbanas
- Jareales
- El Rosario
- De la Cruz
- Coll y Toste
- Villa Los Santos
- Hoyo Los Santos
- Buenos Aires
- Rodríguez Olmo
- Villa Serena
- Barranca
- Vista Azul
- Jardines
- La Puntilla

## Transportes y vías principales
Arecibo posee una cantidad de carreteras primarias, secundarias y tercearias que lo conectan con los pueblos limítrofes y con las principales ciudades del País como San Juan (Puerto Rico), Aguadilla, Mayagüez y Ponce. Alguna de las vías principales son la PR-22 y PR-2 que circulan en dirección este-oeste y lo conectan con la zona metropolitana y la zona oeste; la PR-10, la PR-129, la PR-123 y la PR-146 que circulan en dirección norte-sur y lo conectan con la zona montañosa (los pueblos de Lares, San Sebastián (Puerto Rico), Ciales, Utuado y Adjuntas) y el sur de la Isla. También, hay carreteras tercearias como la PR-681 que transcurre paralelo a la costa y lo conduce a Barceloneta y las carreteras PR-635 y PR-490 que conectan con la zona rural de Hatillo.

## Centros de salud
- Hospital Pavia Arecibo
- Hospital Metropolitano Dr. Susoni
- Doctors' Center Hospital Arecibo
- Arecibo Medical Plaza
- CDT Policlínica Familiar Factor
- CDT Villa Los Santos

## Universidades y educación superior
- Universidad de Puerto Rico en Arecibo
- Universidad Interamericana de Puerto Rico Recinto de Arecibo
- Universidad Internacional Iberoamericana
- Pontificia Universidad Católica de Puerto Rico en Arecibo
- ICPR Junior College
- National University College
- Ceti College
- IBC Institute

## Radiotelescopio de Arecibo
Arecibo tenía un radiotelescopio de más de 300 metros. Fue el radiotelescopio más grande del mundo desde su construcción hasta 2015, cuando China construyó un radiotelescopio FAST de más de 500 metros que lo superó. Estuvo ubicado en el Observatorio de Arecibo.
El 1 de diciembre del 2020, el radiotelescopio colapsó debido a fallos estructurales que se habían producido en los meses anteriores y que habían provocado la ruptura de varios de los cables que lo sustentaban.